# Cizre
Cizre (en kurd: Cizîr, en siríac: Gziro, en àrab Jazirat ibn Úmar que en turc és Cezire-i Ibn Ömer) és una ciutat de la província de Şırnak al sud-est de Turquia, poblada majoritàriament per kurds i assiris, a la riba del Tigris que forma la frontera entre Síria i Turquia al lloc on la distància entre Tigris i Eufrates és més gran i inicialment, amb un canal, formava una illa el que va produir el seu nom de Djazirat Ibn Umar d'època musulmana; degut a la força de l'aigua, el canal va substituir al llit del riu 8que es va assecar). Té una estació de frontera. Una antiga via romana va entre la ciutat i Nisibin i Mardin. L'antiga muralla tenia tres portes, i una part encara es conserva però restaurada. El castell dels emirs kurds de Cizre es troba al nord de la ciutat. L'emir Badr al-Din Lulu va construir una mesquita al segle xiii que va substituir l'antiga gran mesquita. Les ruïnes d'un pont amb un arc únic de 28 metres, són a pocs quilòmetres al sud.
La ciutat tenia 9560 habitants el 1890, però va perdre gran part dels seus habitants al començament del segle xx per les matances d'armenis i assiris, i el 1940 només eren 5575. Va pujar a 6473 el 1960; va començar a crèxier als anys vuitanta i el 2000 va arribar a 84.752 habitants.
Segons una tradició va ser fundada per al-Hasan ibn Umar al-Khattab al-Taghlibi (mort vers 865) però una altra l'atribueix a Ardashir Babakan. El nom arameu de la ciutat era Djazarta de Kardu encara esmentat als textos cristians als segles xvi i xvii. Podria ser l'antiga Bazabda on Alexandre el Gran va creuar el Tigris.
La ciutat dependia de Mossul al segle x; va estar al segle xi en poder dels marwànides; el 1102 va ser governada per Shams al-Dawla Djakarmish, antic mameluc del seljúcida Malik Shah; al segle xii estava en mans dels zengites que el 1146 van nomenar Izz al-Din Abu Bakr al-Dubaysi com a governador; el 1158 estava en mans dels kurds Bashnawi quan fou conquerida per Kutb al-Din Mawdud ibn Zengi; el seu període més important fou al segle xiii quan va ser governada per dues famílies de savis i religiosos, els Banu l-Athir i els Banu Abd al-Karim al-Djazari.
Al segle xvi fou objecte de disputa entre safàvides i otomans i els kurds locals van demanar la protecció otomana a canvi de conservar una gran independència, sota la direcció de la dinastia dels Hamidiyya. Amb Sayyid Ahmad, que governava el 1535, va dominar fins i tot Mossul. Va rebre nombrosos fugitius cristians d'Irbil el 1566. La ciutat va restar autonoma fins al segle xix que es van imposar a la regió el 1833 i a la ciutat el 1836, i va esdevenir capçalera d'un kada.

## Nascuts il·lustres
- Tahir Elçi
- Abdusamet Yigit